# Thiago Santos
Thiago Santos de Lima (født 7. januar 1984 i Rio de Janeiro i Brasilien) er en brasiliansk MMA-udøver som siden 2013 har konkurreret i organisationen Ultimate Fighting Championship. I september, 2018, er han #12 på den officielle UFC-mellemvægts-rangering.
Santos har besejret bemærkelsesværdige navne som Nate Marquardt, Jack Marshman, Jack Hermansson, Anthony Smith og Eryk Anders.

## The Ultimate Fighter: Brazil
I marts 2013, blev det offentliggjort at Santos var en del af rollebesætningen i The Ultimate Fighter: Brazil 2. Han kæmpede for Team Werdum og nåede til semifinalerne hvor han blev slået af Leonardo Santo via enstemmig afgørelse.

## Ultimate Fighting Championship
Selvom Santos ikke vandt programmet fik han alligevel en kontrakt med UFC. Han fik sin debut den 3. august, 2013 på UFC 163 mod The Ultimate Fighter: Brazil-vinderen Cezar Ferreira. Han tabte kampen via submission i 1. omgang.
I sin 2. kamp for organisationen, mødte Santos, Ronny Markes den 23. marts, 2014 på UFC Fight Night: Shogun vs. Henderson 2. Han vandt kampen via TKO i 1. omgang.
Santos mødte Nate Marquardt den 14. maj, 2016 på UFC 198. Han vandt kampen via knockout i 1. omgang.

## Mesterskaber og hæder
- MMATorch.com
  - 2015 Best Knockout of the Half-Year vs. Steve Bossé[7]
- Ultimate Fighting Championship
  - Performance of the Night (2 gange)
  - Fight of the Night (1 gang)  vs. Anthony Smith[8]